# Свети Пантелеймон (Михалич)
„Свети Пантелеймон“ е скална църква, паметник на културата от национално значение, издълбана във варовикова скала в близост до село Михалич, община Свиленград, България. Тя е единствената в страната с уникална триконхална форма. Датирана е от 10 век и вероятно е използвана от монаси и отшелници последователи на различни ереси.

## Разположение
Църквата се намира във варовиков масив известен с името Ай Пандо (Свети Пандо на гръцки) и отстои на около 1,5 km южно от село Михалич.

## Описание
Цялата църква е издълбана във варовикова скала. Представлява същинска засводена триконхална църква, сякаш е градена от обикновен строителен материал. Вътрешното ѝ пространство се възприема като кръстовидно-куполно. Конхите са с почти еднакви размери: двете странични са дълбоки по 4 метра и широки 3,60 метра, а източната е 4x4 м. Дясната страна на последната е разширена поради окъртване на скалата, заради което не може да се каже дали е станало още при оформянето на църквата. Това окъртване сега е запълнено със стеничка, изградена от ломени камъни. В дъното на източната конха (апсида) е направен олтар – стена от плочести камъни, висока 0,80 м, широка в средата 0,85 м. Стремежът на строителите скалната църква да наподобява градена стига дотам, че в средата ѝ е издълбан централен купол с диаметър 5,5 м и височина от пода 6 м. Църквата има и други архитектурни елементи, характерни за градените постройки. Вместо тромпи или пандантиви, които биха окръглили четвъртитото пространство между конхите, над които стои куполът, тук от двете страни на източната конха на 2,60 м от пода има капители на колони (пластири). Те са изградени около 30 см поставени в ъгъла, изрязан между източната и страничните конхи. Този ъгъл е образуван от двете стени, широки по 90 см. Така е постигната илюзия, че куполът е носен от колони. В ъгъла между източната и лявата конха е издълбан кръст с разширени навътре рамене, висок 0,30 см. Други изображения или стенописи по стените няма. Подът е направен върху скалата, върху която има натрупан тънък слой (до 0,10 м) пръст. Отвън около църквата, по повърхността има незначителни фрагменти от ранносредновековна керамика, а в близката околност – следи от стари селища от различни епохи. Скалната църква при Михалич се отличава от всички скални църкви в България по своята сложна, трихонкална форма, която на Балканския полуостров е застъпена само в градените сгради, познати още в античната епоха и при църквите в ранновизантийското строителство.

## Легенда
По стените ѝ тече вода, за която се вярва, че помага при различни видове болести. Местните разказват, че от години наред църквата има две змии-пазителки. Ако някой тръгне да влиза в църквата с лошо намерение – да краде пари или да търси злато – тогава двете змии се появяват на входа на църквата. 